# ألان ونايت (أستاذ جامعي)
ألان ونايت (بالإنجليزية: Alan Knight)‏ هو أستاذ جامعي أسترالي، ولد في 1949، وتوفي في 20 فبراير 2017.